# Abbaye Sainte-Marie de Fulda
Pour les articles homonymes, voir Abbaye Sainte-Marie.
L'abbaye Sainte-Marie de Fulda est une abbaye de religieuses bénédictines qui appartient à la congrégation de Beuron au sein de la confédération bénédictine. Elle se trouve à Fulda dans le Land de Hesse (Allemagne).

## Histoire

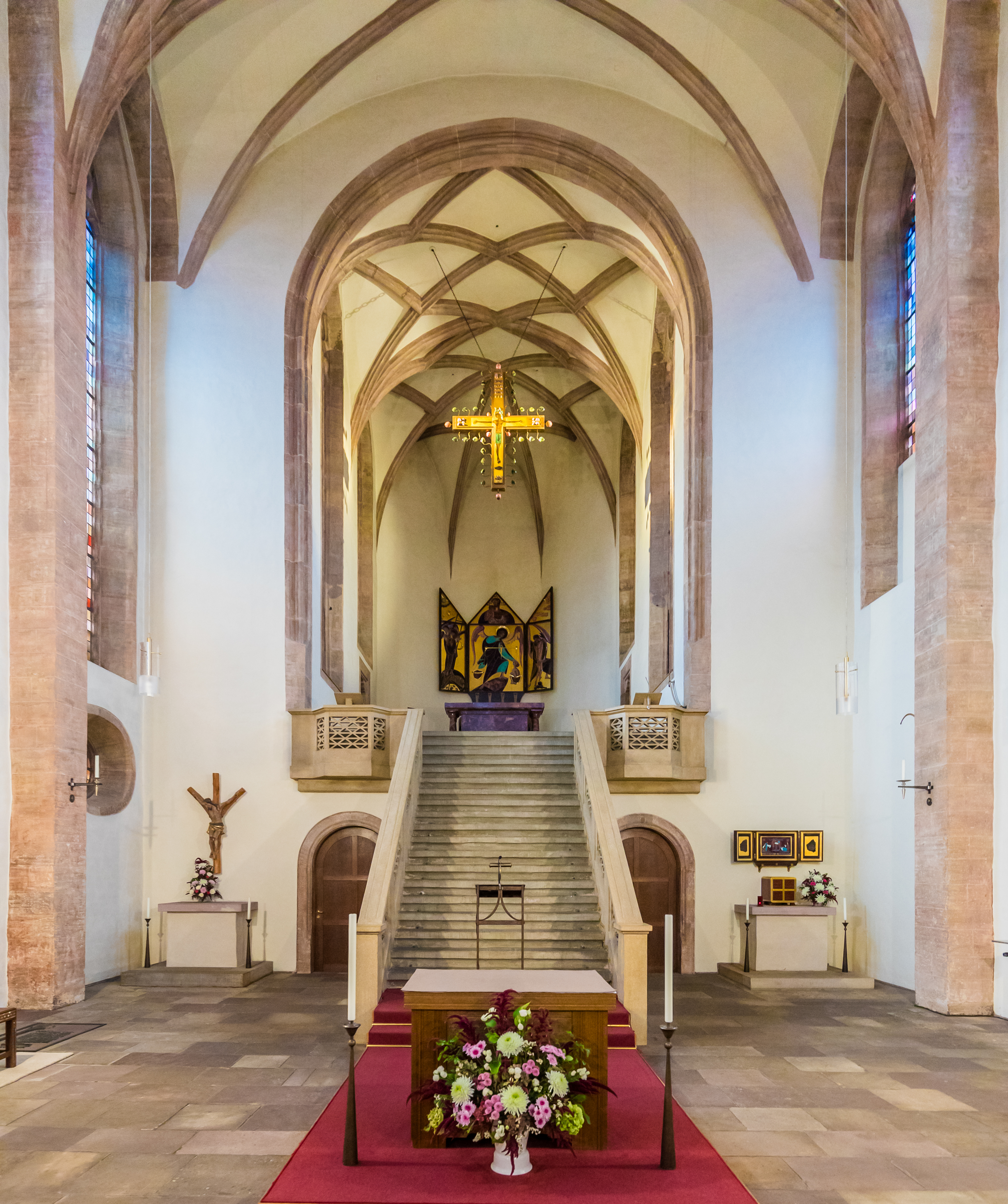
Intérieur de l'église abbatiale.

Le monastère a été fondé en 1626 dans le centre de la ville, grâce à l'abbé de Fulda, Johann Bernhard Schenk zu Schweinsberg (1623-1632) et les bâtiments sont édifiés en mélangeant le style gothique tardif et des ajouts Renaissance, entre 1629 et 1631.
Les premières années sont difficiles à cause de la Guerre de Trente Ans et les religieuses doivent fuir à plusieurs reprises.
Pendant les Guerres napoléoniennes, l'abbaye évite la sécularisation due au recès d'Empire de 1803, en se transformant en pensionnat de jeunes filles, mais le Kulturkampf a raison d'elle et les religieuses sont obligées de prendre l'exil en France de 1875 à 1887. Elles retrouvent alors leur monastère qui est érigé en abbaye en 1898.
Les Sœurs sont obligées de donner une partie de leurs murs à un hôpital militaire en 1942, évitant ainsi la confiscation. L'abbaye s'agrège finalement à la congrégation de Beuron en 1982, en continuité avec l'enseignement des moines de Beuron, dont elles suivaient l'enseignement depuis de nombreuses décennies.

## Sources
- (de) Cet article est partiellement ou en totalité issu de l’article de Wikipédia en allemand intitulé « Benediktinerinnenabtei zur Heiligen Maria » (voir la liste des auteurs).